# Virgichneumon extremator
Virgichneumon extremator är en stekelart som först beskrevs av Carl Peter Thunberg 1822.  Virgichneumon extremator ingår i släktet Virgichneumon och familjen brokparasitsteklar. Arten är reproducerande i Sverige. Inga underarter finns listade i Catalogue of Life.